# Thallwitz
Thallwitz település Németországban, azon belül Szászország tartományban. Lakosainak száma 3530 fő (2023. december 31.). Thallwitz Doberschütz, Mockrehna, Lossatal, Wurzen, Bennewitz, Machern, Jesewitz és Eilenburg községekkel határos.

## Népesség
A település népességének változása:
| Lakosok száma | 3564 | 3545 | 3548 | 3544 | 3530 |
|               | 2017 | 2019 | 2021 | 2022 | 2023 |